# (35405) 1997 YU7
1997 YU7 (asteroide 35405) é um asteroide da cintura principal. Possui uma excentricidade de 0.17433270 e uma inclinação de 2.08432º.
Este asteroide foi descoberto no dia 21 de dezembro de 1997 por Spacewatch em Kitt Peak.